# Imera Power
Imera Power war ein irischer Energieerzeuger mit Sitz in Dublin. Die Firma gehörte der Oceanteam ASA und war auf dem Energie- und Gasmarkt tätig.
Imera Power war für den Aufbau East-West-Interconnector-Projekts in der irischen See zuständig. Bei diesem Projekt in der irischen See wurde ein 500-MW-Hochspannungs-Gleichstrom-Übertragungs-Kabel zwischen Irland und Wales verlegt. Das unternehmen wurde im Januar 2010 aufgelöst, weil dei Finanzierung für das Projekt nicht gesichert werden konnte.